# Pokémon Channel
Pokémon Channel, conocido en Japón como Pokémon Channel ~Pikachu to Issho~ (ポケモンチャンネル ～ピカチュウといっしょ！～ Pokemon Channeru ~Pikachū to Issho!~?, lit. Pokémon Channel ~Junto a Pikachu~), es uno de los muchos juegos de Pokémon que han salido al mercado. Fue desarrollado para Nintendo Game Cube y salió a la venta el 18 de julio de 2003 en Japón, el 1 de diciembre de 2003 en América y el 1 de abril de 2004 en Europa.

## Argumento
El juego comienza cuando el Profesor encina contacta contigo para pedirte un pequeño favor. Se trata de probar un nuevo canal de televisión, el Pokémon Channel, una red de canales dedicada exclusivamente a Pokémon. Hay una gran variedad de diferentes canales y distintos Pokémon en cada canal. El Profesor Oak irá pidiéndote ayuda encargándote de pequeñas misiones y tu opinión sobre la programación de Pokémon Channel. Lo primero que hará será regalarte una televisión para que puedas empezar a jugar.
El objetivo principal de este juego es convertirse en amigo de Pikachu y explorar distintas áreas con él, visitar el hábitat de algunos Pokémon y, por supuesto, mirar toda la programación de Pokémon Channel. Tu primera misión comenzará por ver la televisión junto a un Pikachu salvaje que ha decidido instalarse contigo. Pero no todo es tan fácil. Para desbloquear todos los programas deberás cumplir ciertos objetivos. Si consigues completar todas las misiones y objetivos serás premiado con una película protagonizada por los hermanos Pichu titulada: "Los Pichu, misión: ¡Fiesta!".

## Programación
Al principio solo contarás con unos pocos canales, pero a medida que vayas cumpliendo requisitos se irán obteniendo nuevos canales hasta llegar a un total de 20. La programación completa es la siguiente:
- Canal Informe. Aquí es donde se guarda la partida.
- Canal Huevo: ¡Abrete, huevo pokémon! Aparecerá un huevo y el tiempo que le queda para abrirse. Si adivinas que Pokémon saldrá se te pagará 50 monedas.
- Canal Noticias: BIP (Boletín Informativo Pokémon) Programa informativo presentado por Psyduck y con Meowth a cargo de las entrevistas.
- Canal Tiempo: El tiempo según Slowpoke. Programa en el que aparece Slowpoke prediciendo el tiempo de las distintas zonas.
- Canal Siesta: Cuenta Mareep. Programa en el que no paran de aparecer Mareep saltando una valla haciendo alusión a que contar ovejas provoca sueño.
- Canal Arte: El artista y Smeargle. Programa en el que Smeargle valora los cuadros que vayas dibujado.
- Canal Compra: Teletienda Squirtle. Programa de teletienda propiamente dicho. Aquí podrás comprar todo tipo de artículos, desde peluches Pokémon hasta distintas y variadas televisiones, pasando por papel para decorar tu habitación. Aquí podrás conseguir los bonos de autobús para poder desplazarte a otras zonas.
- Canal Galletas: Chansey profeta de galletas. Programa en el que tras elegir una galleta entre las que se te ofrecen, Chansey la abrirá y te leerá
- Canal Gimnasia: En forma con Smoochum. Programa de gimnasia presentado por Smoochum. Siguiendo el ritmo hará distintos ejercicios.
- Canal Records: Chum Chum Records. Programa de Smoochum en el que hablará sobre distintas estadísticas y récords del juego, como cuantas veces se ha visitado una zona concreta.
- Canal Concurso 1: Concursa con Wobbuffet. Concurso presentado por Wobbuffet en el que realizará 6 preguntas que tendrán que responder los 3 concursantes Pokémon. También hará 2 preguntas para los telespectadores con las que poder ganar dinero, una a mitad de programa y la otra al final.
- Canal Concurso 2: Par - Impar. Otro concurso en el que habrá que adivinar si el número de Pokémon que aparecen es Par o Impar. Si aciertas tendrás la opción de Doblar o de Plantarse.
- Canal Dibujos 1: Los Pichu, misión: ¡Fiesta! (cap. 1) El primer capítulo de la película de los hermanos Pichu.
- Canal Dibujos 2: Los Pichu, misión: ¡Fiesta! (cap. 2) El segundo capítulo de la película de los hermanos Pichu.
- Canal Dibujos 3: Los Pichu, misión: ¡Fiesta! (cap. 3) El tercer capítulo de la película de los hermanos Pichu.
- Canal Dibujos 4: Los Pichu, misión: ¡Fiesta! (cap. 4) El cuarto capítulo de la película de los hermanos Pichu.
- Canal Dibujos 5: Los Pichu, misión: ¡Fiesta! (cap. 5) El quinto y último capítulo de la película de los hermanos Pichu.
- Canal Vers. Íntegra: Los Pichu, misión: ¡Fiesta! (vers. íntegra) La versión íntegra de la película de los hermanos Pichu.
- Canal Inglés: Los Pichu, misión: ¡Fiesta! (en inglés) La versión íntegra de la película de los hermanos Pichu en inglés.
- Canal Japonés: Los Pichu, misión: ¡Fiesta! (en japonés) La versión íntegra de la película de los hermanos Pichu en japonés.

Con tu participación en algunos de los programas, como en el Canal Huevo o en cualquiera de los dos Concursos, podrás ganar dinero con el cual poder comprar objetos en la Teletienda Squirtle y decorar así tu cuarto con muñecos, peluches, pósteres, cartas e incluso nuevas televisiones.

## Los Pichu, misión: ¡Fiesta!
Se trata de la película protagonizada por los hermanos Pichu, siendo la principal atracción del juego. Está dividida en 5 capítulos que se irán consiguiendo a lo largo del juego. Para obtener cada uno de ellos necesitarás la ayuda de los distintos Pokémon y así poder conseguir todas las partes. Además, si consigues completar la película, podrás verla íntegra en el cielo estrellado junto a un invitado muy especial, Jirachi.
Después de haberla visto junto a Jirachi en el cielo estrellado, podrás conseguir de nuevo una cinta de la película en su versión íntegra, pudiendo verla en la televisión sin necesidad de verla por la noche en el cielo estrellado. También podrás conseguir cintas de la película en inglés y en japonés.

## Objetivos Secundarios
Aparte de mirar los programas de Pokémon Channel y hacer amigos Pokémon, también podrás coleccionar objetos varios, como cartas coleccionables, pósteres, muñecos y peluches Pokémon y hasta distintas televisiones. También podrás comprar hasta 6 juegos distintos para poder jugar con la Pokémon Mini.

### Cartas Coleccionables
A lo largo del juego verás a montones de Pokémon. Al hablar con ellos te formularán una pregunta sobre ellos mismos. Si aciertas la respuesta correcta te premiarán con una carta (si vuelves a responder a la pregunta te darán 10 monedas). También es posible comprar sobres con 5 cartas coleccionables (1 holográfica y 4 normales) en la Teletienda Squirtle. Hay un total de 101 cartas coleccionables de pokémon diferentes, por lo que llevará su tiempo conseguirlas todas.
Listado de cartas coleccionables:
- 001 - Bulbasaur
- 002 - Charmander
- 003 - Squirtle
- 004 - Caterpie
- 005 - Butterfree
- 006 - Beedril
- 007 - Pidgey
- 008 - Raichu
- 009 - Clefairy
- 010 - Vulpix
- 011 - Jigglypuff
- 012 - Zubat
- 013 - Golbat
- 014 - Oddish
- 015 - Gloom
- 016 - Diglett
- 017 - Dugtrio
- 018 - Meowth
- 019 - Psyduck
- 020 - Poliwag
- 021 - Machop
- 022 - Bellsprout
- 023 - Geodude
- 024 - Slowpoke
- 025 - Magnemite
- 026 - Shellder
- 027 - Cloyster
- 028 - Gengar
- 029 - Krabby
- 030 - Voltorb
- 031 - Exeggcute
- 032 - Exeggutor
- 033 - Cubone
- 034 - Hitmonlee
- 035 - Lickitung
- 036 - Koffing
- 037 - Weezing
- 038 - Chansey
- 039 - Horsea
- 040 - Goldeen
- 041 - Staryu
- 042 - Starmie
- 043 - Mr. Mime
- 044 - Magikarp
- 045 - Lapras
- 046 - Ditto
- 047 - Eevee
- 048 - Snorlax
- 049 - Chikorita
- 050 - Cyndaquil

- 051 - Totodile
- 052 - Hoothoot
- 053 - Ledyba
- 054 - Crobat
- 055 - Lanturn
- 056 - Pichu
- 057 - Cleffa
- 058 - Igglybuff
- 059 - Togepi
- 060 - Natu
- 061 - Mareep
- 062 - Bellosom
- 063 - Marill
- 064 - Azuramill
- 065 - Sudowoodo
- 066 - Hoppip
- 067 - Aipom
- 068 - Sunkern
- 069 - Yanma
- 070 - Wooper
- 071 - Espeon
- 072 - Misdreavus
- 073 - Wobbuffet
- 074 - Girafarig
- 075 - Dunsparce
- 076 - Shuckle
- 077 - Heracross
- 078 - Teddiursa
- 079 - Swinub
- 080 - Corsola
- 081 - Remoraid
- 082 - Octillery
- 083 - Delibird
- 084 - Phanpy
- 085 - Smeargle
- 086 - Smoochum
- 087 - Magby
- 088 - Celebi
- 089 - Treecko
- 090 - Torchic
- 091 - Blaziken
- 092 - Mudkip
- 093 - Wailmer
- 094 - Kecleon
- 095 - Azurill
- 096 - Wynaut
- 097 - Duskull
- 098 - Volbeat
- 099 - Latias
- 100 - Latios
- 101 - Jirachi

### Muñecos y Peluches
En la Teletienda Squirtle se pueden comprar muchas cosas, y entre ellas un montón de muñecos y peluches de distintos pokémon y de distintos tamaños. Sirven para decorar las estanterías, la ventana y distintos huecos de la habitación, y aunque al principio la habitación está casi completamente vacía, según se van consiguiendo los distintos muñecos y peluches se va decorando la habitación haciéndola más acogedora.

### Pósteres
Los pósteres, al igual que los muñecos y peluches, se consiguen también en la Teletienda Squirtle y sirven para decorar las paredes de la habitación. Al principio no hay ningún póster, por lo que las paredes están vacías, pero según se van consiguiendo hacen de la habitación más acogedora.

### Televisiones
Al comenzar el juego el Profesor Oak te entrega una televisión para que puedas empezar a jugar, pero según vas avanzando en el juego puedes ir consiguiendo muchas más televisiones que recuerdan a muchos pokémon, comprándolas la mayoría (no todas) en la Teletienda Squirtle. Según vayas consiguiendo las distintas televisiones, puedes cambiarlas en el momento que más te apetezca.

### Pokémon Mini
Además del Pokémon Channel como juego propiamente dicho, también existe la posibilidad de jugar a la consola Pokémon Mini. En la habitación hay escondida una funda de la Pokémon Mini con una mencionada consola y un juego dentro de ella. Una vez encontrada, podrás comprar más consolas Pokémon Mini en la Teletienda Squirtle, aunque según se vayan comprando se irán sustituyendo por la Pokémon Mini anterior.
Además del primer juego que viene con la funda y la Pokémon Mini inicial, se pueden conseguir 5 juegos más (un total de 6) comprándolos en la Teletienda Squirtle, aunque son algo difíciles de verlos en la tienda.

## Zonas
Existen distintas zonas por las que poder moverse y ver distintos pokémon. Para ir a algunas de ellas será necesario coger el autobús, el cual se podrá coger obteniendo unos bonobuses a través de la Teletienda Squirtle.
- Tu Cuarto
- El Jardín
- Valle Primavera
- Parada de Autobús
- Bosque Verde
- Concierto Forestal
- Campamento Supernova
- Monte Nevado
- Concierto de Jigglipuff y Kecleon
- Ruinas de la Verdad
- Playa Cobalto
- Cala Secreta

## PokeSorpresa Jirachi
Una vez hayas visto la película “Los Pichu, misión: ¡Fiesta!” íntegra sobre el cielo estrellado junto a Jirachi, podrás descargar a este Pokémon legendario en el menú de opciones y pasarlo a tu cartucho de juego Pokémon Rubí o Pokémon Zafiro de Game Boy Advance.

### Requisitos
- Un cartucho de juego de Pokémon Rubí o Zafiro, siendo los únicos cartuchos a los que se puede pasar.
- El idioma del juego de Pokémon Rubí o Zafiro tiene que coincidir con el idioma seleccionado en el Pokémon Channel.
- Haber derrotado al Alto Mando e inscrito tu nombre en el salón de la fama en el juego de Pokémon Rubí o Zafiro.
- Tener un espacio libre para Jirachi en el equipo Pokémon.
- Sólo se puede recibir a Jirachi una vez en cada cartucho.

### Cómo descargarlo
1. Cuando aparezca la pantalla de título, seleccionar “Opciones” y luego elegir “Jirachi” para entrar en el menú de Jirachi
2. Se te preguntará si quieres enviar a Jirachi a tu juego Pokémon Rubí o Zafiro. Escoge Sí para continuar .
3. Usa el cable Game Boy Advance de Nintendo Game Cube para conectar la consola Game Boy Advance con el juego Pokémon Rubí o Zafiro al puerto de mando 2.
4. Enciende la consola Game Boy Advance para empezar a descargar. Cuando hayas terminado, pulsa el botón B en el mando de la consola Nintendo Game Cube para volver al menú de opciones.
5. Ahora que ya has enviado a Jirachi a la consola Game Boy Advance, puedes apagar dicha consola.

### Posible fallos y solución
1. Al utilizar un cable que no sea el cable Game Boy Advance de Nintendo Gamecube.
2. Cuando en la Game Boy Advance se ha insertado un cartucho que no es el de Pokémon Rubí o Pokémon Zafiro.
3. Cuando el cable Game Boy Advance de Nintendo Gamecube no está totalmente a la Game Boy Advance o en la consola Nintendo Gamecube.
4. Al retirar el cable Game Boy Advance de Nintendo Gamecube mientras se está descargando.
5. Cuando se apague o inicie cualquiera de las consolas.
6. Cuando se utiliza la Game Boy Player para realizar la descarga.